# Fissidens gemmaceus
Fissidens gemmaceus là một loài Rêu trong họ Fissidentaceae. Loài này được Herzog & P. de la Varde mô tả khoa học đầu tiên năm 1955.